# 百合だのかんだの
『百合だのかんだの』（ゆりだのかんだの）は、フジテレビオンデマンド (FOD) で2019年5月24日より配信開始した、FODオリジナルの配信ドラマ。

## 概要
『パパ活』、『彼氏をローンで買いました』に続く、野島伸司脚本のFOD作品第3弾。前作と同じく演出は加藤裕将、企画・プロデュースは清水一幸。
野島は、企画当初は同性愛ではなく「度が過ぎて仲がいい女の子たちのあいまいな関係」を描こうと思ったと述べており、「今どきの女の子ってどうなんだろう?」という思いが先立っている。劇中の“友リング”はこの設定の名残。このため同性愛を正面から描く気持ちはなく、「百合」というジャンルをコメディタッチながら丁寧に描くことを念頭に置いている。
配信ドラマということで表現規制はないが、Blu-rayやDVDソフトとして「残す」ことを念頭に置いているため一定のコンプライアンスフィルターはかけている。スポンサーに捉われないことから『ジュノンボーイ』、『SHOWROOM』、『魔法少女まどか☆マギカ』の固有名詞を多く出すのも本作の特徴である。
2019年7月20日から9月7日までフジテレビ地上波で放送された。毎週土曜（金曜深夜）0:55～1:25。

## あらすじ

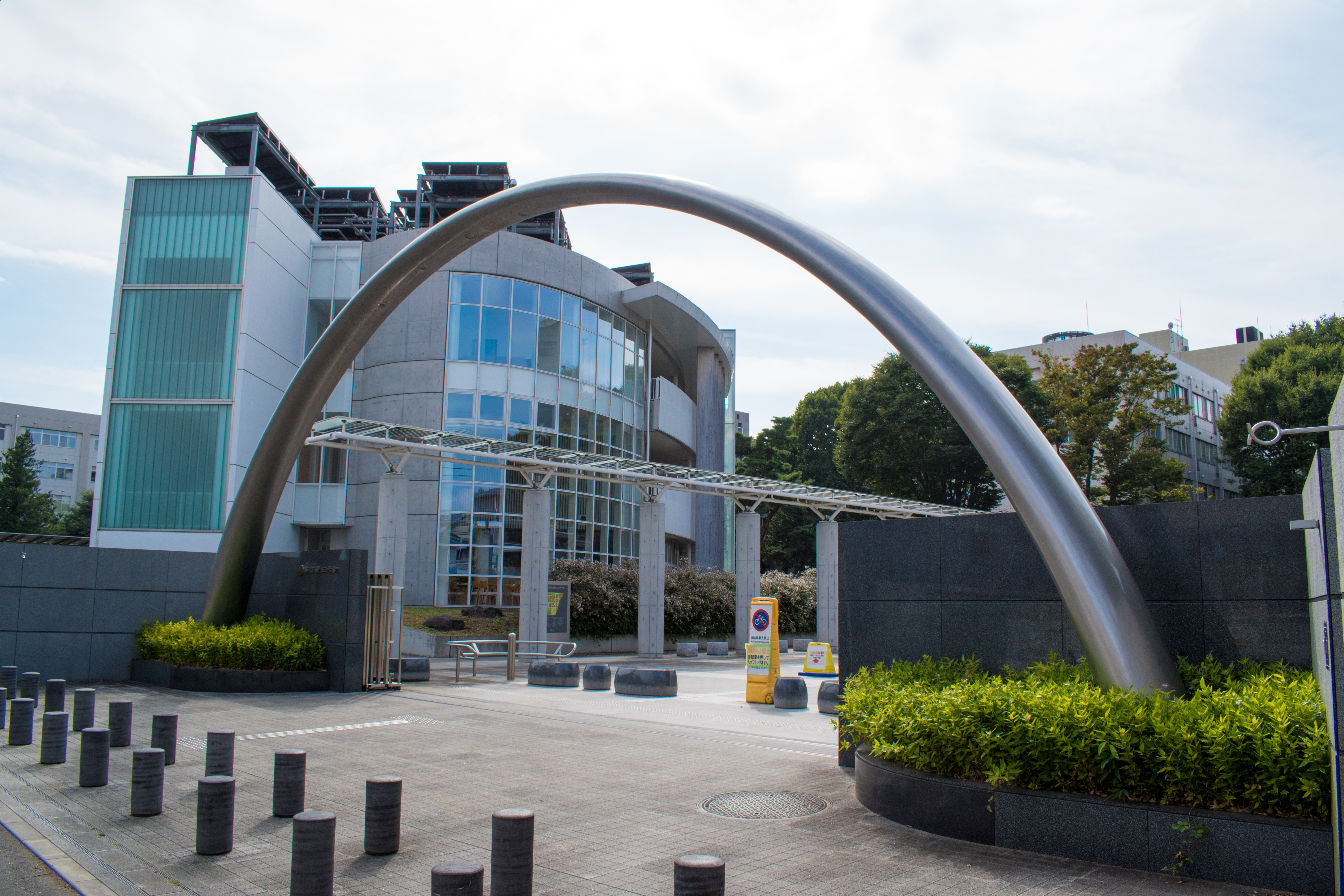
主人公の通う「成泉学院大学」のロケ地となっている東京農工大学。

見えないストーカーの影に悩まされる大学生の篠原百合。引っ越し先を探して不動産会社を訪れた際に小学校の同級生である二宮海里と再会。元ジュニアアイドルであった海里とは友人としてスキンシップをはぐくむが、次第に友達の範囲を超えた行為を見せ、百合は違和感を覚え始める。周囲の人物たちの真実の愛に見えていたものも、次第に裏側を知るようになっていき、百合は友情とはなにか、愛情とは何かを考えるようになる。

## 登場人物
篠原百合
演 - 馬場ふみか
ストーカーに悩む大学生。長身で巨乳。海里からは「色も白くて肉質がいい。これじゃあ、ストーカーされるのも無理はないね。おいしそうだもん」とその肉体美を説明されている。海里との再会に喜ぶが、ハグの長さや言葉の節々に違和感を抱く。海里いわく「出会った人の中で、一番素直でやさしい」人物。素直ゆえに海里の発言を信じ、5話で下半身を“おそろのパイパン”にしている。
女性同士のキスシーンや性的表現があるなど主演女優選びは難航すると思われたが、演じる馬場がOKをだしスタッフが胸をなでおろしたという逸話がある。女性同士のキスシーンは本作以前に経験済みであったことも引き受けた一因だった。
二宮海里
演 - 小島藤子
百合の親友。小学生から芸能活動をしていた元ジュニアアイドルで、現在は不動産会社勤務。小学生のころから水着の仕事をしており、芸能活動のためできなかったキャンパスライフにあこがれを抱く。好きなものには一途で大げさなほど献身的。小さなころから大人の中で仕事をしてきたこと、きわどいグラビアの仕事をしてきた中で性に関しては非常におおらかで、自身を「性がブッ壊れてる」と表現する。
「欧米じゃ処理は当たり前のエチケット」との考えからアンダーヘアはすべて永久脱毛している。脇フェチ。
田辺修二
演 - 財木琢磨
百合の彼氏。元デブヲタ。百合との交際でダイエットに成功するも、痩せたことで周囲の女性から好意を持たれだし、不貞を繰り返している。ジュノンボーイコンテスト出場のためという理由で百合とは別れたという外面になる。
不破誠
演 - 石黒賢
百合が通う大学の講師。十何年も寝たきりの妻がいる。
津村志保
演 - 都丸紗也華
百合の大学の友達。アクティブで元気系。
原田智美
演 - 中尾有伽
百合の大学の友達。百合には黙っているが、修二に誘われまんざらでもないと思っている。
二宮万里
演 - 宮本真希
海里の母親。はた目にはよき母だが、海里から定期的に封筒を受け取っている。
三宅吉行
演 - 笠原秀幸
海里が働く不動産会社の主任。

## 音楽
- 主題歌 - 「ハチミツ」（ソン・シギョン）作詞：野島伸司 作曲：Daisuke"DAIS"Miyachi（ビクターエンタテインメント）[11]

## スタッフ
- 脚本：野島伸司
- 音楽：Mili
- 企画・プロデュース：清水一幸
- プロデューサー：石塚清和
- 演出：加藤裕将
- 制作協力：ファインエンターテイメント
- 制作著作：フジテレビジョン

## 配信日程
| 配信回 | 配信日程      | タイトル                     | 配信分（FOD版） |
| ------ | ------------- | ---------------------------- | --------------- |
| 1      | 2019年5月24日 | 思い出のイチゴのパンツ       | 26分            |
| 2      | 5月31日       | 性がブッ壊れてますが、なにか | 23分            |
| 3      | 6月7日        | 大人のオモチャ、かわゆす     | 22分            |
| 4      | 6月14日       | 金色ハチミツ肌               | 23分            |
| 5      | 6月21日       | 変態エチケット               | 24分            |
| 6      | 6月28日       | SとM                         | 24分            |
| 7      | 7月5日        | 共依存からの生還             | 28分            |
| 8      | 7月12日       | 愛と宿命のフェティシズム     | 23分            |